# Monterey Jazz Festival
Het Monterey Jazz Festival vindt jaarlijks plaats op het derde september-weekend in Monterey (Californië). In 1958 door James L. Lyons en de jazzcriticus Ralph J. Gleason opgericht, traden in hetzelfde jaar bekende jazzgrootheden op, waaronder Dizzy Gillespie, Louis Armstrong, Charles Mingus en Billie Holiday. Tegenwoordig is het een van de oudste jazzfestivals. Het centrale concertprogramma wordt omlijst door workshops, tentoonstellingen en podiumdiscussies.
Een belangrijke drijfveer van het festival is de financiering van Amerikaanse bevorderingsprogramma's voor jazz. Ieder jaar slaagt het festival met zijn kaderprogramma erin om opbrengsten met zescijferige getallen te werven. De jarenlange fotograaf van het festival was sinds de jaren 1970 Ron Hudson (1940-2011), die door zijn portretten grote populariteit genoot. Volgens persberichten heeft het festival voor 2015 in totaal 116.500 dollar subsidiegelden geworven.

## Geschiedenis
Het festival wordt jaarlijks gehouden op het 8 hectare, met eiken bezaaide Monterey County Fairgrounds, gelegen op 2004 Fairground Road in Monterey, tijdens het derde volledige weekend van september, beginnend op vrijdag. Vijfhonderd topjazzartiesten treden op op negen podia verspreid over het terrein, met 50 concertuitvoeringen. Daarnaast biedt het Monterey Jazz Festival jazzgesprekken, paneldiscussies, workshops, tentoonstellingen, clinics en een internationaal scala aan eten, winkelen en festiviteiten verspreid over het beursterrein.
Van 1992 tot 2010 was Tim Jackson algemeen directeur en artistiek directeur en in 2010 werd Chris Doss de algemeen directeur en Jackson werd artistiek directeur. In 2014 werd Colleen Bailey de algemeen directeur. Sinds 1992 zit Clint Eastwood in de raad van bestuur van MJF. Kent en Keith Zimmerman beschrijven het festival als zijnde de afgelopen jaren uitgebreid: Terwijl jazzradio en grote labels bezuinigden op muzikale keuze en inzet, heeft het Monterey Jazz Festival zijn reikwijdte verbreed door de parameters van jazz, blues en rock uit te breiden. Gelukkig is MJF nu zo divers en levendig als Lyons zich had voorgesteld dat het ooit zou kunnen zijn.
In 2006 vestigde het festival een bezoekersrecord van 40.000, waarbij alle vijf de grote concerten op de hoofdpodiumarena werden uitverkocht en in 2007 woonden 40.000 de 50e Gouden Viering bij.
Omdat er in 2020 geen festival was, werd de 63e uitgesteld naar 2021. De COVID-19-pandemie zorgde ervoor dat ambtenaren het annuleerden.
Het Monterey Jazz Festival is een non-profitorganisatie. Sinds de oprichting in 1958 heeft het de opbrengst aan muziekeducatie geschonken. Het beurzenprogramma van het festival begon in 1970 met een studiebeursfonds van $ 35.000. Vanaf 2012 investeert het festival jaarlijks $ 600.000 voor jazzeducatie. Elk voorjaar nodigt het Monterey Jazz Festival studentmuzikanten uit het hele land en de hele wereld uit om deel te nemen aan het Next Generation Festival.
Dave Brubeck speelde een belangrijke rol bij het verkrijgen van de goedkeuring van de stad voor het eerste festival in 1958. De oprichter en 35 jaar lang algemeen directeur van MJF Jimmy Lyons bracht Brubeck naar Monterey om op te treden voor de gemeenteraad om hen over te halen het festival door te laten gaan. Hij trad 14 keer op tijdens het festival, waaronder zijn optreden op het gouden jubileum van 2007.
Het Monterey Pop Festival werd midden juni drie dagen lang op het beursterrein gehouden in 1967, als onderdeel van de Summer of Love.

## Artiesten

### Jaren 1950–1960
1958
- Mort Sahl, Master of Ceremonies, Ernestine Anderson met Gerald Wiggins, Louis Armstrong and His All-Stars, Burt Bales & the Dixie All-Stars, Betty Bennett, Dave Brubeck Quartet, Benny Carter, George Coleman, Buddy DeFranco, Art Farmer, Med Flory Band, Jimmy Giuffre Three met Bob Brookmeyer en Jim Hall, Dizzy Gillespie, Claude Gilroy Quintet, Virgil Gonsalves Sextet, Billie Holiday, Milt Jackson, Harry James Orchestra, John Lewis, Mel Lewis-Bill Holman Quintet, Booker Little, Shelly Manne, Mastersounds net Wes Montgomery, Lizzie Miles, Buddy Montgomery en Monk Montgomery, Modern Jazz Quartet, Monterey Jazz Festival Symphony uitgevoerd door Gregory Millar, Brew Moore & Dickie Mills Quintet, Gerry Mulligan, Max Roach, Sonny Rollins, Rudi Salvini Band, Grace Stock, Jake Stock & the Abalone Stompers, Cal Tjader Sextet, Leroy Vinnegar Quartet met Teddy Edwards, Ed Zubov Band

1959
- Lambert, Hendricks & Ross, Master of Ceremonies, Symphony for Brass & Percussion door Gunther Schuller, Three Saxes door Ernie Wilkins met Ornette Coleman en Ben Webster, Brass Ensemble speelt nieuw werk van Werner Heider, Chris Barber, Charlie Byrd & Zoot Sims, Buddy Collette, Count Basie Orchestra met Joe Williams, Benny Golson, Coleman Hawkins & Orchestra, Woody Herman & the All Stars met Ernestine Anderson, Earl Hines, André Hodeir, Paul Horn, J.J. Johnson en John Lewis, John Lewis en Quincy Jones, George Lewis New Orleans Band, Lizzie Miles, Modern Jazz Quartet, Oscar Peterson Trio met Ray Brown en Ed Thigpen, Cal Tjader Quintet, Jimmy Witherspoon, Sarah Vaughan

1960
- Cannonball Adderley, Louis Armstrong All-Stars, Ornette Coleman Quartet, John Coltrane Quartet, Duke Ellington Orchestra, Jon Hendricks met Miriam Makeba, Helen Humes, Clarence Horatius Miller, Modern Jazz Quartet, Odetta, André Previn Trio, Jimmy Rushing, Jimmy Witherspoon

1961
- Dave Brubeck Quartet, John Coltrane Quartet met Eric Dolphy & Wes Montgomery, Duke Ellington, Dizzy Gillespie Quintet, Carmen McRae, Odetta, Jimmy Rushing, George Shearing Quintet

1962
- Louis Armstrong All-Stars, Dave Brubeck, Stan Getz Quartet, Dizzy Gillespie Quintet, Quincy Jones & the Monterey Jazz Festival Orchestra, Carmen McRae, Gerry Mulligan Quartet

1963
- Carmen McRae, Miles Davis Quintet, Dizzy Gillespie Quintet, Dave Brubeck Quartet, Herbie Hancock, Thelonious Monk Quartet, Jon Hendricks, Harry James Orchestra, Jimmy Witherspoon, The Andrews Sisters & the Gospel Song en Helen Merrill, Joe Sullivan

1964
- Duke Ellington Orchestra, Dizzy Gillespie Quintet, Miles Davis Quintet met Wayne Shorter, Herbie Hancock, Ron Carter & Tony Williams, Gerry Mulligan, Thelonious Monk Quartet, Lou Rawls, Joe Williams, Woody Herman, Art Farmer Quartet en Big Mama Thornton.

1965
- Louis Armstrong All-Stars, Duke Ellington Orchestra, Dizzy Gillespie Quintet met Mary Stallings, Cal Tjader Quintet, John Handy Quintet, Clark Terry, Earl 'Fatha' Hines, Harry James New Swingin' Band met Buddy Rich, Anita O'Day, Mary Lou Williams en Ethel Ennis

1966
- Duke Ellington Orchestra, Count Basie Orchestra, Dave Brubeck Quartet, Don Ellis Orchestra, Gerry Mulligan, Cannonball Adderley Quintet, Carmen McRae, Big Mama Thornton, Jefferson Airplane, Jimmy Rushing, Muddy Waters Band, Randy Weston, Bola Sete en Charles Lloyd

1967
- 10th Anniversary headliners T-Bone Walker, B. B. King, The Clara Ward Singers, Dizzy Gillespie Quintet, Modern Jazz Quartet, Ornette Coleman Quartet, Carmen McRae, Earl 'Fatha' Hines, Richie Havens en Big Brother & the Holding Company met Janis Joplin

1968
- Dizzy Gillespie Quintet, Count Basie Orchestra, Oscar Peterson Trio, Modern Jazz Quartet, Cal Tjader Quintet, Mel Tormé, B. B. King, Muddy Waters, Billy Eckstine, Big Mama Thornton en George Duke Trio met Third Wave

1969
- Miles Davis Quintet met Wayne Shorter, Chick Corea, Dave Holland & Jack DeJohnette, Thelonious Monk Quartet, Sarah Vaughan, Joe Williams, Cannonball Adderley Quintet, Roberta Flack & Her Trio, Sly and the Family Stone en Buddy Rich Band

### Jaren 1970–1980
1970
- Duke Ellington, Modern Jazz Quartet, Cannonball Adderley Quintet, Joe Williams, Johnny Otis Show met Little Esther Phillips en Eddie 'Cleanhead' Vinson, Woody Herman Orchestra, Buddy Rich Orchestra, Ivory Joe Hunter, Sonny Stitt & Gene Ammons

1971
- Dave Brubeck Quartet, Oscar Peterson Trio, Sarah Vaughan, Carmen McRae, Erroll Garner, Jimmy Witherspoon & Friends, John Handy en Mary Lou Williams

1972
- Modern Jazz Quartet, John Hendricks, Jimmy Witherspoon, Cal Tjader Quintet, Thelonious Monk, Sonny Rollins Quartet, Joe Williams, Herbie Hancock Septet, Quincy Jones Orchestra, Mary Lou Williams Trio, Roberta Flack

1973
- Dizzy Gillespie Quintet, Carmen McRae, Bo Diddley, Mel Lewis/Thad Jones Orchestra, Dee Dee Bridgewater, Pointer Sisters, Buddy Rich, Clark Terry, Jon Hendricks, Milt Jackson en Max Roach

1974
- Dizzy Gillespie, Sarah Vaughan, Cal Tjader, Jon Hendricks, Mongo Santamaría, Clark Terry, Bo Diddley, Anita O'Day, Big Joe Turner, James Cotton Blues Band en Jerome Richardson

1975
- Dizzy Gillespie Quartet met Cal Tjader, Etta James, Bobby 'Blue' Bland, Betty Carter, Blood, Sweat & Tears en Sunnyland Slim, 'Piano Playhouse' met Bill Evans, John Lewis, Marian McPartland en Patrice Rushen, The Meters, Toshiko Akiyoshi-Lew Tabackin Big Band

1976
- Dizzy Gillespie, John Faddis, Clark Terry, Cal Tjader Quintet, Paul Desmond Quartet, Jimmy Witherspoon, Bill Berry Big Band, Toshiko Akiyoshi/Lew Tabackin Band, Helen Humes, Heath Brothers, Eje Thelin Quartet, Gerald Wilson, Queen Ida & the Bon Temps Zydeco Band. ook: Matrix.

1977
- 20th Anniversary headliners Cal Tjader, Joe Williams, Benny Carter, George Duke, Tito Puente Orchestra, Horace Silver Quintet, Gerald Wilson en The Neville Brothers, Queen Ida, Betty Carter, Count Basie Orchestra, John Lewis & Hank Jones, ook: Matrix.

1978
- Dizzy Gillespie, Albert Collins, Kenny Burrell, The Hi-Lo's, Billy Cobham, Bob Dorough, Dexter Gordon Quartet en Ruth Brown, Tony Cook

1979
- Dizzy Gillespie, Diane Schuur, Joe Williams, Aaron Neville, Sonny Stitt, Richie Cole, Flora Purim, Red Mitchell, Scott Hamilton, Earl King, Stan Getz Quintet, Helen Humes, Woody Herman, The Buddy Rich Band, Woody Shaw Quintet en James Booker

1980
- Sarah Vaughan, Cal Tjader Quartet, Freddie Hubbard Quintet, Manhattan Transfer, Big Joe Turner en Dave Brubeck Quartet

1981
- Billy Eckstine, Sarah Vaughan, Toshiko Akiyoshi/Lew Tabackin Band, Tania Maria, Tito Puente & Latin Percussion Sextet met Poncho Sanchez en Cal Tjader

1982
- 25th Silver Anniversary headliners Carmen McRae, Dave Brubeck Quartet, Dizzy Gillespie Quartet, Ernestine Anderson, Tito Puente Latin Jazz Big Band, Poncho Sanchez & His Jazz Band, Gerald Wilson & the Orchestra, Mel Lewis Orchestra, Joe Williams, Woody Herman & Ira Sullivan Quintet en Etta James Band

1983
- Sarah Vaughan, Joe Williams, Tania Maria, Wynton Marsalis Quintet, Mel Tormé, Bobby McFerrin, Bo Diddley, Irma Thomas en Bobby Hutcherson Percussion Ensemble, Jon Faddis Band en The Buddy Rich Band

1984
- Ernestine Anderson, Etta James, Tito Puente met Dianne Reeves, Clark Terry, James Moody, Bobby McFerrin, Benny Carter, Richie Cole, Al Cohn en Shelly Mann Trio

1985
- Sarah Vaughan, Joe Williams, Clark Terry, Dave Brubeck Quartet, Woody Herman & the Thudering Herd, Toshiko Akiyoshi/Lew Tabackin Band, Modern Jazz Quartet en The Gerald Wilson Orchestra

1986
- Tito Puente Latin Jazz Big Band, Art Farmer/Benny Golson Jazztet, Dianne Reeves, George Shearing, Bobby McFerrin, Rare Silk, Sue Raney, Etta James, John Lee Hooker & the Coast to Coast Blues Band en Linda Hopkins

1987
- 30th Anniversary headliners Ray Charles, B.B. King, Etta James, Stéphane Grappelli, Buddy Guy & Junior Wells, Modern Jazz Quartet en Woody Herman Band

1988
- Joe Williams, Dianne Reeves, Diane Schuur, Carla Thomas, Mongo Santamaría, Benny Carter, Clark Terry, Richie Cole, Queen Ida & The Bon Temps Zydeco Band

1989
- Freddie Hubbard Quintet met Bobby Hutcherson, Dizzy Gillespie, Kitty Margolis, Herbie Mann & Jasil Brazz, Madeline Eastman, Tania Maria, Etta James & The Root Band, Jimmy McCracklin

### Jaren 1990–1999
1990
- Dianne Reeves, Joe Williams, Oscar Peterson, Ernestine Anderson, Rebecca Parris, Etta James, Kitty Margolis, Michel Petrucciani Group, Spyro Gyra, Stan Getz Sextet, Stanley Turrentine Quintet en The Gerald Wilson Orchestra

1991
- Count Basie Orchestra, Phil Woods Quintet, Modern Jazz Quintet, Diane Schuur, Chick Corea, Charles Brown, Ruth Brown, Jon Hendricks & Company, Carol Sloane en Jimmy McCracklin & the Linettes, Paquito D'Rivera & his New Band met gast Dizzy Gillespie

1992
- Herbie Hancock, Wynton Marsalis, Branford Marsalis Quartet, Kenny Burrell, Ron Carter, George Duke, Jimmy Smith, Stanley Turrentine, Betty Carter, Kitty Margolis, Dave Brubeck Quartet, Modern Jazz Quartet, Yellowjackets, Roy Hargrove Quintet, George Duke

1993
- Dianne Reeves, Clark Terry, Nat Adderley, Ron Carter, Joe Williams, Rubén Blades, Madeline Eastman, McCoy Tyner Big Band met Bobby Hutcherson, Charles Lloyd Quartet, Fourplay, The Brecker Brothers, Dr. John en The New Island Social and Pleasure Club, Bobby Watson en Horizon, Dirty Dozen Brass Band, Full Faith en Credit Big Band, Danny Barker en Milt Hinton, Sumi Tonooka Trio, C. J. Chenier en The Red Hot Louisiana Band, Oakland Interfaith Gospel Choir, Bobby Bradford Motet, Ray Brown en The Great Big Band

1994
- Sonny Rollins, Ornette Coleman & Prime Time, Max Roach & M'Boom, Shirley Horn Trio, Grover Washington jr., Etta James & the Roots Band, Nnenna Freelon, Terence Blanchard Quartet met Jeanie Bryson en Kyle Eastwood Quartet (Clint Eastwood's son)

1995
- Bobby McFerrin, Madeline Eastman, Chick Corea Akoustic Quartet, Stéphane Grappelli, Lee Ritenour/Dave Grusin All-Stars, Gene Harris Band, Rebecca Parris, Staple Singers, Charlie Hunter Trio, Lou Donaldson Quartet, Mary Stallings

1996
- George Benson, Herbie Hancock Quartet met Joshua Redman, Roy Hargrove & Chucho Valdés, Faye Carol met Kito Gamble Trio, Irma Thomas, Jessica Williams Trio en Kyle Eastwood.

1997
- Diana Krall Trio, Gerald Wilson Orchestra, Sonny Rollins, David Sanborn Group, Myra Melford Trio, Otis Rush, Arturo Sandoval, Koko Taylor & Her Blues Machine en Charlie Hunter Quartet.

1998
- Dee Dee Bridgewater met MJF High School All-Star Big Band, Dave Brubeck Quartet, Elvin Jones Jazz Machine, Bobby Hutcherson Quartet, Tower of Power ennd Al Jarreau

1999
- Diana Krall, Terence Blanchard Sextet, Kyle Eastwood, Chris Potter, Joshua Redman, Lew Tabackin, Russell Malone, Clark Terry, Regina Carter, Kenny Barron, Ray Drummond, Ben Riley, The Manhattan Transfer, Ruth Brown en Bobby 'Blue' Bland

### Jaren 2000–2009
2000
- Wayne Shorter Group, Pat Metheny Trio, Dianne Reeves, Mimi Fox Trio, Richard Bona, Rubén Blades, featuring Editus, Lou Rawls–Les McCann Reunion en Michael McDonald

2001
- Herbie Hancock, Wynton Marsalis, Branford Marsalis Quartet, Taj Mahal, Jimmy Smith, Roberta Gambarini, Jane Monheit, Ravi Coltrane Quartet, McCoy Tyner Trio, Dave Holland Big Band, Regina Carter en Deborah Coleman

2002
- Nancy Wilson & Ramsey Lewis, Etta James & the Root Band, Marcia Ball, Paula West, Big Time Sarah, Dave Brubeck & Sons en Lizz Wright

2003
- Nnenna Freelon, Herbie Hancock Quartet met Bobby Hutcherson, The Crusaders en Mary Stallings

2004
- Terence Blanchard Sextet, Bobby McFerrin, Take 6, Regina Carter Quintet, Marian McPartland Trio met Lynne Arriale, Chaka Khan, Buddy Guy en Bettye LaVette

2005
- Tony Bennett, Sonny Rollins, Branford Marsalis Quartet, Mavis Staples, Kyle Eastwood, Larry Carlton & the Sapphire Blues Band met speciale gast Ledisi, John Scofield, Banyan en New Orleans Jazz Vipers

2006
- Oscar Peterson Trio met Hank Jones & Clint Eastwood, Dianne Reeves, The Yellowjackets, Oscar Peterson, Bonnie Raitt, Hank Jones, the Charles Lloyd Quartet, Dave Brubeck, McCoy Tyner met Bobby Hutcherson, Roy Hargrove, Robert Lowery, Virgil Thrasher, Hank Jones met vocalist Roberta Gambarini, jeugdig pianofenomeen Eldar Djangirov, Ben Monder's Trio en Tierney Sutton met haar allstar trio, begeleid door pianist Christian Jacob en meer.

2007
- 50th Golden Celebration, gepresenteerd door Diana Krall, Sonny Rollins, Ornette Coleman, Dave Brubeck met Jim Hall, Gerald Wilson, Ernestine Anderson, John McLaughlin, Dave Holland, Kenny Burrell Quartet, Otis Taylor Band met Cassie Taylor, Rashied Ali Quintet, Issac Delgado, Gonzalo Rubalcaba, Los Lobos, James Moody, Vinnie Esparza, Sean Jones, Christian Scott, Cyrus Chestnut en Terence Blanchard Quintet met Kendrick Scott

Voortbouwend op de opwindende en ongekende erfenis van vijftig jaar historische jazzpresentatie, gaat de Monterey Jazz Festival 50th Anniversary Band op een 54-date, 10 weken durende tournee door de Verenigde Staten van 8 januari 2008 tot 16 maart 2008 met jazzzangeres Nnenna Freelon, met trompettist Terence Blanchard, pianist Benny Green, saxofonist James Moody, bassist Derrick Hodge en drummer Kendrick Scott.
2008
- Nancy Wilson, Herbie Hancock, Cassandra Wilson, Terence Blanchard, Tom Scott, Maria Schneider Jazz Orchestra, Christian McBride Quintet, Kyle Eastwood, Joshua Redman Trio, The Derek Trucks Band, Maceo Parker, Ledisi, Jamie Cullum, Wayne Shorter Quartet, Kurt Elling, Trio M met Myra Melford, Mark Dresser & Matt Wilson, Tuck & Patti, Barbara Dennerlein Trio

2009
- Dee Dee Bridgewater, Wynton Marsalis, Hank Jones (niet verschenen vanwege gezondheidsproblemen), Pete Seeger, Susan Tedeschi, Conrad Herwig, Randy Brecker, Vijay Iyer, Dave Brubeck, John Patitucci, Brian Blade, George Duke, Jason Moran, Regina Carter, Kurt Elling, Russell Malone, Esperanza Spalding, Soulive met John Scofield en Chick Corea, Stanley Clarke en Lenny White en meer.

### Sinds 2010
2010
- Dianne Reeves, Harry Connick, Jr., Ahmad Jamal, Chick Corea Freedom Band (met Kenny Garrett, Christian McBride en 2010 Showcase Artist, Roy Haynes), Angelique Kidjo, Roy Hargrove, Billy Childs, Delbert McClinton, Nellie McKay, Les McCann, Les Nubians

2011
- Joshua Redman, Poncho Sanchez Band met speciale gast Terence Blanchard, Huey Lewis & The News, Eldar, Herbie Hancock, Geri Allen & Timeline, India.Arie & Idan Raichel, Sonny Rollins, Tia Fuller, Beat Maestro, Young Harper, Carmen Souza

2012
- Dee Dee Bridgewater, Esperanza Spalding, Pat Metheny, Christian McBride, Trombone Shorty

2013
- Diana Krall, George Benson, Mary Stallings, Ravi Coltrane Quartet, Bobby McFerrin, David Sanborn, Wayne Shorter, Omara Portuondo en Gregory Porter

2014
- Melissa Aldana Crash Trio, Ambrose Akinmusire Quintet, Red Baraat, Jon Batiste & Stay Human, Brian Blade & The Fellowship Band, Blue Note Records 75th Anniversary Band met Ambrose Akinmusire, Donald Brown, Uri Caine met Booker T. Jones, Billy Childs, Gary Clark Jr., Shawn Colvin, Commanders Jazz Ensemble, Davina & the Vagabonds, Aaron Diehl Quartet, Pete Escovedo Orchestra met Peter Michael & Juan Escovedo, Michael Feinstein met Russell Malone & Harry Allen & the Next Generation Jazz Orchestra, Lisa Fischer, Ben Flocks Quartet, Robert Glasper met Jason Moran, Habaneros, Herbie Hancock, John Hanrahan Quartet, Eric Harland Voyager, Derrick Hodge & Lionel Loueke, Zakir Hussain en Eric Harland, Booker T. Jones, Geoffrey Keezer Trio, Bari Koral, Charles Lloyd Quartet met Jason Moran, Charles Lloyd & Gerald Clayton, Harold Lopez-Nussa, Harold Mabern, Delfeayo Marsalis & Ellis Marsalis, Christian McBride Trio, Sarah McKenzie Quartet, Marcus Miller, Minor Thirds Trio, Tony Monaco, Jason Moran Fats Waller Dance Party, Next Generation Jazz Orchestra, The Philadelphia Experiment met Christian McBride, Ana Popovic, ?uestlove, Reuben Rogers & Eric Harland, The Roots, Pamela Rose & Wayne De La Cruz, Daniel Rosenboom Quintet, Cecile McLorin Salvant, SambaDa, Sangam met Charles Lloyd, Kendrick Scott, Sourmash Hug Band, Becca Stevens, Youn Sun Nah & Ulf Wakenius, Claudia Villela & Harvey Wainapel, Conversatie over Blue Note Records, Conversatie over Mulgrew Miller & James Williams, Conversatie met Michael Feinstein, DownBeat Blindfold Test, Top bands van het Next Generation Jazz Festival

2015
- Geri Allen presenteert The Erroll Garner Project: Concert by the Sea featuring Geri Allen, Jason Moran, Christian Sands, Russell Malone, Darek Oles en Victor Lewis;
- Jaco's World: A Tribute to Jaco Pastorius uitgevoerd door Vince Mendoza featuring Will Lee, Christian McBride, Felix Pastorius, Peter Erskine, Tierney Sutton, Sonny Knight, Bob Mintzer, Alex Acuña
- Monterey Jazz Festival on Tour met Raul Midón, Ravi Coltrane, Nicholas Payton, Gerald Clayton, Joe Sanders en Justin Brown
- Cyrille Aimée, Ambrose Akinmusire Quartet +5, Monty Alexander met John Clayton en Jeff Hamilton, Berklee Global Jazz Institute, Terence Blanchard featuring The E-Collective, Chris Botti, Brothers Comatose, Etienne Charles, Chick Corea & Béla Fleck, Chick Corea met Christian McBride & Brian Blade, Theo Croker en DVRKFUNK, Pete Escovedo Orchestra met Sheila E., James Francies, Nikki Hill, Jazz at Lincoln Center Orchestra met Wynton Marsalis, Kneebody, Sonny Knight & The Lakers, Musette Explosion, Dennis Murphy Band, Next Generation Jazz Orchestra met Wynton Marsalis, Lucky Peterson, Dianne Reeves, Kurt Rosenwinkel New Quartet, Trombone Shorty & Orleans Avenue, Snarky Puppy, Walter Blanding Sextet, Crossing Borders featuring Jennifer Scott & Kristen Strom, Duchess, Kyle Eastwood, Allan Harris en David Gilmore & Energies of Change, Carlos Henriquez: The Deal Maker, Jazz at Lincoln Center Jam Session, Jones Family Singers, Justin Kauflin Quartet, Rudresh Mahanthappa's Bird Calls, Michael O'Neill en Kenny Washington, Ernesto Oviedo met The John Santos Sextet, Lizz Wright, Dann Zinn met Peter Erskine en Chris Robinson
- American Music Program Pacific Crest Combo, Berkeley High School Combo A, Central Washington University Big Band, Folsom High School Big Band, Folsom High School Jazz Choir, Los Angeles County High School for the Arts Jazz Band, Los Angeles County High School for the Arts Jazz Choir, Monterey County High School All-Star Band, Monterey County High School Honor Vocal Jazz Ensemble, Northgate High School Jazz Band, SFJAZZ High School All-Stars Orchestra, University of Miami Frost School of Music Extensions, University of the Pacific Combo, United States Marine Corps All-Star Jazz Band
- Percussion Discussion met Peter Erskine en Jeff Hamilton, Conversatie: A Love Supreme met Ravi Coltrane en Rudresh Mahanthappa gepresenteerd door Ashley Kahn, Conversatie: Erroll Garner Jazz Project, DownBeat Blindfold Test met Pete Escovedo en Sheila E. gepresenteerd door Dan Ouellette, Herdenking Clark Terry met Justin Kauflin, Film: Jaco, Film: Keep On Keepin' On

2016
- Vrijdag 16 september, ARENA:, Jimmy Lyons Stage: Cécile McLorin Salvant; Richard Bona Mandekan Cubano, Tribute to Quincy Jones:, The A&M Years met Quincy Jones als geëerde gast (Christian McBride, Musical Director, John Clayton, Conductor, met speciale gasten James Carter, Dave Grusin, Paul Jackson, Jr., Sean Jones, Hubert Laws, Gregoire Maret, Valerie Simpson & the Monterey Jazz Festival Orchestra, GROUNDS:, Garden Stage: Mixcla +1 from Berklee College of Music; Alfredo Rodriguez Quartet; Bria Skonberg, Dizzy's Den: Still Dreaming: Joshua Redman, Ron Miles, Scott Colley, Brian Blade; Cécile McLorin Salvant, Night Club: Jamison Ross; Toshiko Akiyoshi Trio; Troker, Coffee House Gallery: Sullivan Fortner Trio (drie optredens), Courtyard Stage: James Francies on the Yamaha AvantGrand (twee optredens), Jazz Theater: Simulcasts vanuit de Arena
- Zaterdag 17 september, ARENA:, Jimmy Lyons Stage: Davina & The Vagabonds; Cory Henry & the Funk Apostles; Maceo Parker: Tribute to Ray Charles featuring the Ray Charles Orchestra & The Raelettes; The Bad Plus Joshua Redman; Terri Lyne Carrington's Mosaic Project featuring Lizz Wright en Valerie Simpson; Branford Marsalis Quartet featuring Kurt Elling, GROUNDS:, Garden Stage: The Guitarsonists: Chris Cain, Daniel Castro & 'Mighty' Mike Schermer; Davina & The Vagabonds; Cory Henry & the Funk Apostles; Joey Alexander Trio; Tony Lindsay, Dizzy's Den: Conversatie met Quincy Jones; Larry Vuckovich's Vince Guaraldi Project; Ibrahim Maalouf; Somi; Christian McBride Trio, Night Club: Wellington Secondary Combo; American Music Program Pacific Crest Jazz Orchestra; 32nd Street Brass Band; Bop of the Bay; John Patitucci's Electric Guitar Quartet; Lew Tabackin Quartet featuring Randy Brecker; Billy Hart Quartet, Coffee House Gallery: Mixcla +1, from Berklee College of Music; Conversatie me Toshiko Akiyoshi & Terri Lyne Carrington; James Francies Trio: JF3; Stanley Cowell Trio (drie optredens), Education Pavilion: Student Performances (All afternoon), Courtyard Stage: James Francies on the Yamaha AvantGrand (drie optredens), Jazz Theater: Simulcasts vauit de Arena; Film: Brownie Speaks: The Life, Music & Legacy of Clifford Brown
- Zondag 18 september, ARENA:, Jimmy Lyons Stage: Next Generation Jazz Orchestra met Terri Lyne Carrington; Kamasi Washington; Gregory Porter; Wayne Shorter Quartet; Jacob Collier; Pat Metheny met Antonio Sanchez, Linda Oh & Gwilym Simcock, GROUNDS:, Dizzy's Den: Claudia Villela met Vitor Gonçalves; DownBeat Blindfold Test met Christian McBride; Banda Magda; Donny McCaslin Quartet; Bill Frisell's Guitar in the Space Age; Joshua Redman Quartet, Garden Stage: California State University, Sacramento 'C-Sus Voices'; University of Miami Frost Concert Band; Montclair Women's Big Band; Tommy Igoe's Groove Conspiracy; Elena Pinderhughes; KING, Night Club: MJF High School Honor Vocal Jazz Ensemble; Valencia High School 'Two N’ Four'; LA County High School for the Arts Vocal Jazz Ensemble; Las Vegas Academy Big Band; Folsom High School Big Band; Northgate High school Big Band; MJF High School All-Star Big Band; Ronnie Foster Trio; Dave Stryker Quartet featuring Eric Alexander en Jared Gold op orgel; Dr. Lonnie Smith, Coffee House Gallery: Conversatie met Donny McCaslin; SFJAZZ High School All-Stars Combo; University of Miami Dafnis Prieto Artist Ensemble; Kris Davis Trio (twee optredens), Jazz Education Pavilion: Student Bands (All afternoon), Courtyard Stage: James Francies on the Yamaha AvantGrand (vier optredens), Jazz Theater: Simulcasts vanuit de Arena; Film: Thomas Chapin, Night Bird Song: The Incandescent Life of a Jazz Great

2017
- Vrijdag 15 september, Jimmy Lyons Stage (arena): Regina Carter 'Dear Ella'; A Tribute to Dizzy Gillespie: Kenny Barron Trio met speciale gasten Roy Hargrove, Sean Jones, Pedrito Martinez; Herbie Hancock, Garden Stage: Ray Obiedo & The Latin Jazz Project; Along Came Betty; Danae Greenfield Quartet van Berklee College of Music, Dizzy's Den: GoGo Penguin, Miles Mosley Night Club: Matt Wilson's Honey & Salt; Alicia Olatuja; Gerald Clayton Trio, Coffee House Gallery: Latin Jazz Collective; Roberta Gambarini, Courtyard Stage: Music on the Yamaha AvantGrand (twee optredens), Jazz Theater: Simulcasts vanuit de arena
- Zaterdag 16 september, Jimmy Lyons Stage (arena): Monsieur Periné; Mr. Sipp; Dee Dee Bridgewater; Clayton-Hamilton Jazz Orchestra (MJF Commission); Leslie Odom jr.; A Tribute to Sonny Rollins featuring Jimmy Heath, Joe Lovano, Branford Marsalis, Joshua Redman en Gerald Clayton, Scott Colley & Lewis Nash, Garden Stage: Con Brio; The Suffers; Mr. Sipp; Monsieur Periné; Sammy Miller Congregation Dizzy's Den: Ali Ryerson Quartet; Sean Jones Quartet; Kyle Eastwood Band; Roy Hargrove Quintet; Pedrito Martinez Group; Clayton-Hamilton Jazz Orchestra, Night Club: Top bands van het 2017 Next Generation Jazz Festival; Roger Fox Big Band; Kandace Springs; Regina Carter Quartet; Derrick Hodge & Mike Mitchell Coffee House Gallery: DownBeat Blindfold Test; Conversatie met Herbie Hancock; Danae Greenfield Quartet van Berklee College of Music; Joanne Brackeen Trio (drie optredens), Education Pavilion: Student Performances (All afternoon), Courtyard Stage: Music on the Yamaha AvantGrand (drie optredens), Jazz Theater: Simulcasts vanuit de Arena; Jazz on Film
- Zondag 17 september, Jimmy Lyons Stage (arena): Next Generation Jazz Orchestra met John Clayton, Jeff Hamilton en Gerald Clayton; John Beasley's MONK’estra; Common; Chris Thile & Brad Mehldau; Angélique Kidjo's Celia Cruz Tribute met Pedrito Martinez; Herbie Hancock & Chick Corea, Dizzy's Den: Andy Weis & the Monterey Jazz All-Stars; O.F.N.I. Trio; Joe Lovano Classic Quartet; Tia Fuller Quintet featuring Ingrid Jensen; Regina Carter & Southern Comfort; Vijay Iyer Sextet, Garden Stage: Top Bands from the 2017 Next Generation Jazz Festival; Roger Fox Big Band met Chris Cain; Ranky Tanky; Sandy Cressman en Homenagem Brasileira, Night Club: Top Bands from the 2017 Next Generation Jazz Festival; MJF High School Honor Vocal Jazz Ensemble; MJF High School All-Star Big Band; Amendola Vs. Blades; Chester Thompson Trio; James Carter Organ Trio, Coffee House Gallery: Conversaties met Jimmy Heath en Chick Corea; Top bands from the 2017 Next Generation Jazz Festival; Chano Dominguez Trio (twee optredens, Jazz Education Pavilion: Student Bands (All afternoon), Courtyard Stage: Music on the Yamaha AvantGrand (Four sets), Jazz Theater: Simulcasts vanuit de Arena; Jazz on Film

2018
- Vrijdag 21 september, ARENA:, Jimmy Lyons Stage: Tribute to Geri Allen met Tia Fuller, Ingrid Jensen, Terri Lyne Carrington, Kris Davis, Shamie Royston, Maurice Chestnut, DJ Val en Robert Hurst; Dianne Reeves; Jazz at Lincoln Center Orchestra met Wynton Marsalis present Spaces met 'Lil Buck' en Jared Grimes, GROUNDS:, Garden Stage: Hristo Vitchev; Tammy L. Hall Peace-tet; Berklee College of Music, Dizzy's Den: Jane Bunnett & Maqueque; Christian McBride Trio, Night Club: Adam Rogers & Dice; Knower; Cameron Graves, Pacific Jazz Café: Lisa Mezzacappa AvantNOIR; Jane Ira Bloom; Thumbscrew, Courtyard Stage: Addison Frei on the Yamaha AvantGrand (twee optredens), North Coast Brewing Co. Education Stage: studenten optredens (All evening), Jazz Theater: Simulcasts vanuit de arena, Pacific Jazz Café Exhibit: The Color of Jazz: Album omslagfoto's door Pete Turner (het hele weekend)

- Zaterdag 22 september, ARENA:, Jimmy Lyons Stage: Thornetta Davis; Lean on Me: José James Celebrates Bill Withers; Oscar Hernández & the Spanish Harlem Orchestra (MJF Commission); Monterey Jazz Festival on Tour met Cécile McLorin Salvant, Bria Skonberg, Melissa Aldana, Christian Sands, Yasushi Nakamura, Jamison Ross; Herdenking Ray Brown featuring Christian McBride, Benny Green, Greg Hutchinson met speciale gasten John Clayton, John Patitucci en Dianne Reeves; Jon Batiste met The Dap-Kings, GROUNDS:, Garden Stage: No BS! Brass Band; Thornetta Davis; José James Celebrates Bill Withers; No BS! Brass Band; Harold Lopez-Nussa Trio, Dizzy's Den: Kristen Strom; Akili & Ayana Bradley Quintet; Jamie Baum Septet+; Dave Grusin; Tia Fuller Quartet; Donny McCaslin Group, Night Club: Top bands van het 2018 Next Generation Jazz Festival; 32nd Street Brass Band; John Santos Unusual Standards; Ingrid & Christine Jensen Infinitude; The Baylor Project; Mwenso & the Shakes, Pacific Jazz Café: Conversaties met Dave Grusin en Dianne Reeves; Top bands van het 2018 Next Generation Jazz Festival; Fred Hersch (solo); Fred Hersch en Jane Ira Bloom; Fred Hersch Trio, Courtyard Stage: Addison Frei on the Yamaha AvantGrand (Three sets), North Coast Brewing Co. Education Stage: Student Performances (All afternoon), Jazz Theater: Simulcasts vanuit de Arena; Jazz on Film: Dave Grusin: Not Enough Time

- Zondag 23 september, ARENA:, Jimmy Lyons Stage: Next Generation Jazz Orchestra met Tia Fuller & Ingrid Jensen; Bokanté; Charles Lloyd & the Marvels met Lucinda Williams; Anat Cohen Tentet; Celebrating Michael Brecker met Randy Brecker, Donny McCaslin, Gil Goldstein, Adam Rogers, John Patitucci en Antonio Sanchez; Norah Jones met Brian Blade & Chris Thomas, GROUNDS:, Garden Stage: Top bands van het 2018 Next Generation Jazz Festival; Gabriel Royal; Katie Thiroux Trio; Ladama, Dizzy's Den: Aya Takazawa Quintet; Gary Meek Quartet; Veronica Swift; Wadada Leo Smith; Dianne Reeves met Romero Lubambo; Monterey Jazz Festival on Tour met Cécile McLorin Salvant, Bria Skonberg, Melissa Aldana, Christian Sands, Yasushi Nakamura, Jamison Ross, Night Club: Top bands van het 2018 Next Generation Jazz Festival; MJF High School Honor Vocal Jazz Ensemble; MJF High School All-Star Big Band; Bobby Floyd Trio; Delvon Lamarr Organ Trio; Joey DeFrancesco & the People, Pacific Jazz Café: DownBeat Blindfold Test met John Clayton; Conversatie over Michael Brecker; Top bands van het 2018 Next Generation Jazz Festival; Julian Lage Trio; Bill Frisell Trio, North Coast Brewing Co. Education Stage: Studentenbands (de hele middag), Courtyard Stage: Addison Frei on the Yamaha AvantGrand (vier optredens), Jazz Theater: Simulcasts vanuit de Arena; Jazz on Film: Two Trains Runnin’

2019
- Vrijdag 27 september, ARENA: Jimmy Lyons Stage: Allison Miller & Derrick Hodge Present Soul on Soul: A Tribute to Mary Lou Williams; Kenny Barron & Dave Holland Trio; Diana Krall, GROUNDS: Garden Stage: Allison Au Quartet; SambaDá; Gerald Clayton Quartet; Berklee Global Jazz Institute, Dizzy's Den: Chris Potter Circuits Trio met James Francies & Eric Harland; Christian McBride Situation met Patrice Rushen, Night Club: Connie Han Trio; Bria Skonberg; Donna Grantis, Pacific Jazz Café: MJF 101 met Andrew Gilbert & Pamela Espeland; DJ Brother Mister; Taylor McFerrin, Courtyard Stage: Music on the Yamaha AvantGrand (drie optredens), North Coast Brewing Co. Education Stage: Studentenoptredens (de hele avond), Blue Note at Sea Tent: Events TBA, Jazz Theater: Simulcasts vanuit de Arena, Pacific Jazz Café Exhibit: Blue Note Records at 80: Perspectives (het hele weekend)

- Zaterdag 28 september, ARENA: Jimmy Lyons Stage: Larkin Poe; Cha Wa; Tank & the Bangas; Christian McBride Big Band; Eliane Elias; Chris Botti, GROUNDS: Garden Stage: Christone 'Kingfish' Ingram; Larkin Poe; Cha Wa; Huntertones; Steve Bernstein's MTO West, Dizzy's Den: Natalie Cressman & Ian Farquini; Pamela Rose & Terrence Brewer; Derrick Hodge presents Color of Noize; Derrick Hodge Band; Kenny Barron & Dave Holland Duo; Christian McBride Big Band, Night Club: Hamilton High School Jazz Ensemble A; Tucson Jazz Institute Concord Combo; SFJAZZ High School All-Stars Orchestra; the Commanders Jazz Ensemble; Luciana Souza; Allison Miller's Boom Tic Boom; Michael Mayo; Yellowjackets met speciale gast Luciana Souza, Pacific Jazz Café: Zion Dyson; Columbia University Jazz Combo; Conversatie met Kenny Barron & Dave Holland, gepresenteerd door Willard Jenkins; Berklee Global Jazz Institute; Ben Flocks en Mask of the Muse; Sasha Berliner; Roberta Gambarini, Courtyard Stage: Music on the Yamaha AvantGrand (Three sets), North Coast Brewing Co. Education Stage: Studentenoptredens (de hele dag), Blue Note at Sea Tent: Events TBA, Jazz Theater: Simulcasts vanuit de Arena; Jazz on Film: Blue Note Records: Beyond the Notes

- Zondag 29 september, ARENA: Jimmy Lyons Stage Next Generation Jazz Orchestra met Allison Miller & Derrick Hodge; Pacific Mambo Orchestra; Candy Dulfer; Jazzmeia Horn; Double Vision Revisited featuring Bob James, David Sanborn & Marcus Miller met gasten Billy Kilson & Larry Braggs; Snarky Puppy, GROUNDS: Garden Stage: California State University, Long Beach Pacific Standard Time; Centro Cultural Costarricense Norteamericano Jazz Orchestra; Electric Squeezebox Orchestra; Barrio Barouche; Leyla McCalla; Ambrose Akinmusire, Dizzy's Den: Kenny Stahl Group; Abe Rábane Trio; Jenny Scheinman & Allison Miller's Parlour Game; Antonio Sánchez & Migration; Night Club: MJF High School Honor Vocal Ensemble; Folsom High School Jazz Choir I; Valencia High School Two N’ Four; Northgate High School Jazz Band I; Rio Americano High School AM Jazz Ensemble; Downey High School Jazz Band I; MJF Monterey County High School All-Star Band; Amina Claudine Myers; Doug Carn West Coast Organ Group; Mike LeDonne's Groover Quartet, Pacific Jazz Café: DownBeat Blindfold Test met Antonio Sánchez, gepresenteerd door Dan Ouellette; The Life & Legacy of Dexter Gordon met Maxine Gordon, gepresenteerd door Angela Davis; Marcus Shelby Quintet; Tammy L. Hall & Ruth Davies, North Coast Brewing Co. Education Stage: Studentenoptredens (de hele dag), Blue Note at Sea Tent: Events TBA, Courtyard Stage: Music on the Yamaha AvantGrand (Four sets), Jazz Theater: Simulcasts vanuit de Arena

2020 Niets.